# 7:35 rano
7:35 rano (hiszp. 7:35 de la mañana) – hiszpański film krótkometrażowy z 2003 roku, w reżyserii Nacho Vigalondo. Światowa premiera filmu miała miejsce 21 listopada 2003. Film zdobył szereg nagród, a w 2005 r. był nominowany do Oscara.

## Obsada
- Marta Belenguer(inne języki) - kobieta
- Nacho Vigalondo(inne języki) - Tipo
- Alejandro Garrido - Cliente Barra

i in.

## Nagrody i wyróżnienia
| Rok  | Konkurs                                                             | Kategoria                                                            | Wynik     | Źródło      |
| ---- | ------------------------------------------------------------------- | -------------------------------------------------------------------- | --------- | ----------- |
| 2003 | Festiwal filmowy w Zaragoza                                         | Najlepszy film krótkometrażowy                                       | wygrana   | [ 1 ]       |
| 2004 | Międzynarodowy Festiwal Filmowy Cinema Jove                         | Brązowy Księżyc Walencji - film krótkometrażowy                      | wygrana   | [ 2 ]       |
| 2004 | Międzynarodowy Festiwal Filmów Krótkometrażowych w Clermont-Ferrand | Nagroda Jury Młodzieżowego                                           | wygrana   | [ 3 ] [ 4 ] |
| 2004 | Drama International Short Film Festival                             | Nagroda specjalna - UIP Prix Drama od Europejskiej Akademii Filmowej | wygrana   | [ 5 ] [ 6 ] |
| 2004 | Europejska Nagroda Filmowa                                          | Europejski film krótkometrażowy                                      | nominacja | [ 7 ]       |
| 2004 | Neuchâtel International Fantastic Film Festival                     | Nagroda Méliès d’argent - najlepszy europejski film krótkometrażowy  | wygrana   | [ 8 ] [ 9 ] |
| 2004 | Sweden Fantastic Film Festival                                      | Najlepszy aktorski film krótkometrażowy - Nagroda publiczności       | wygrana   | [ 10 ]      |
| 2004 | Milano Film Festival                                                | Film krótkometrażowy - Nagroda publiczności                          | wygrana   | [ 11 ]      |
| 2005 | Iberoamerican Short Film Competition                                | Najlepszy film krótkometrażowy                                       | nominacja | [ 12 ]      |
| 2005 | L'Alfàs del Pi Film Festival                                        | 2. miejsce - Najlepszy film krótkometrażowy                          | wygrana   | [ 13 ]      |
| 2005 | Nagroda Akademii Filmowej                                           | Nagroda Akademii Filmowej za aktorski film krótkometrażowy           | nominacja | [ 14 ]      |